# Stadion Miejski (Wrocław)
Stadion Miejski is een voetbalstadion in de wijk Pilczyce (Duits: Pilsnitz), Wrocław-Fabryczna, Polen. Het nieuw gebouwde stadion, met een capaciteit van 45.105 toeschouwers, werd op 10 september 2011 geopend en werd speciaal gebouwd voor het Europees kampioenschap voetbal 2012. In dit stadion werden drie wedstrijden uit groep A gespeeld. In 2025 was het gastheer voor de finale van de UEFA Conference League 2024/25. Het is het thuisstadion van Śląsk Wrocław.

## Europees kampioenschap voetbal 2012
| Datum        | Tijd (MEZT) | Team 1      | Res. | Team 2   | Ronde   | Toeschouwers |
| ------------ | ----------- | ----------- | ---- | -------- | ------- | ------------ |
| 8 juni 2012  | 20:45       | Rusland     | 4-1  | Tsjechië | Groep A | 40.803       |
| 12 juni 2012 | 18:00       | Griekenland | 1-2  | Tsjechië | Groep A | 41.105       |
| 16 juni 2012 | 20.45       | Tsjechië    | 1-0  | Polen    | Groep A | 41.480       |